# پرکک
پرکک روستایی است از توابع شهرستان کمیجان در استان مرکزی قرار دارد. .

## مشخصات منطقه‌ای
روستای پرکک طبق تقسیمات اخیر کشوری، ازتوابع بخش میلاجرد شهرستان کمیجان می‌باشد. این روستا بامختصات جغرافیایی ۴۹ درجه و ۳۴ دقیقه طول شرقی و ۵۷ درجه و ۴۳ دقیقه عرض شمالی در شمال غربی استان مرکزی قراردارد.فاصله روستای پرکک تا مرکز شهرستان - کیلومتر می‌باشد.

## جمعیت
طبق سرشماری مرکز آمار ایران، جمعیت پرکک در سال ۱۳۸۵ برابر با ۲۶ نفر بوده‌است. این روستا ۵ خانوار دارد. 